# Miltonia cuneata
Miltonia cuneata är en orkidéart som beskrevs av John Lindley. Miltonia cuneata ingår i släktet Miltonia och familjen orkidéer. Inga underarter finns listade i Catalogue of Life.

## Bildgalleri

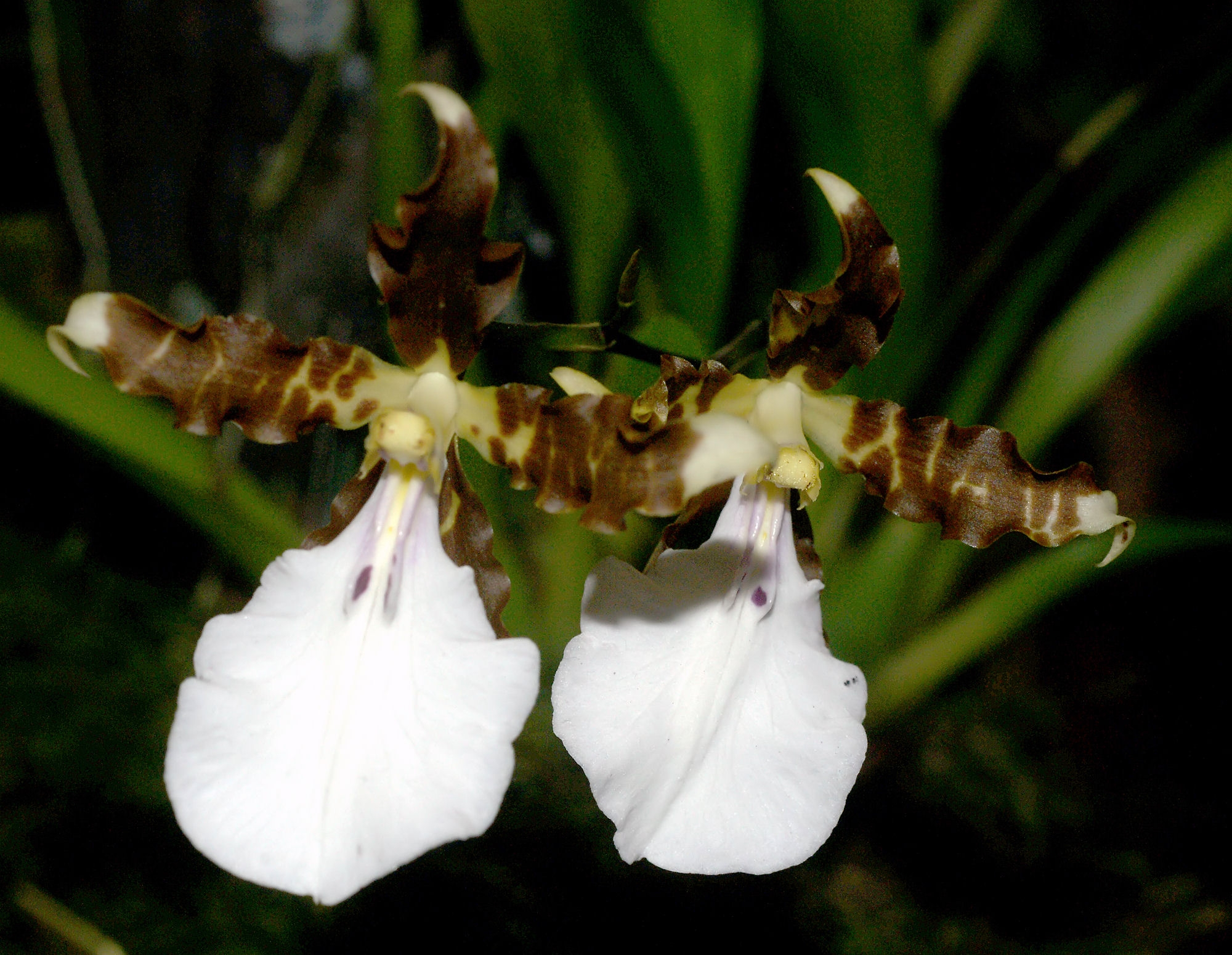
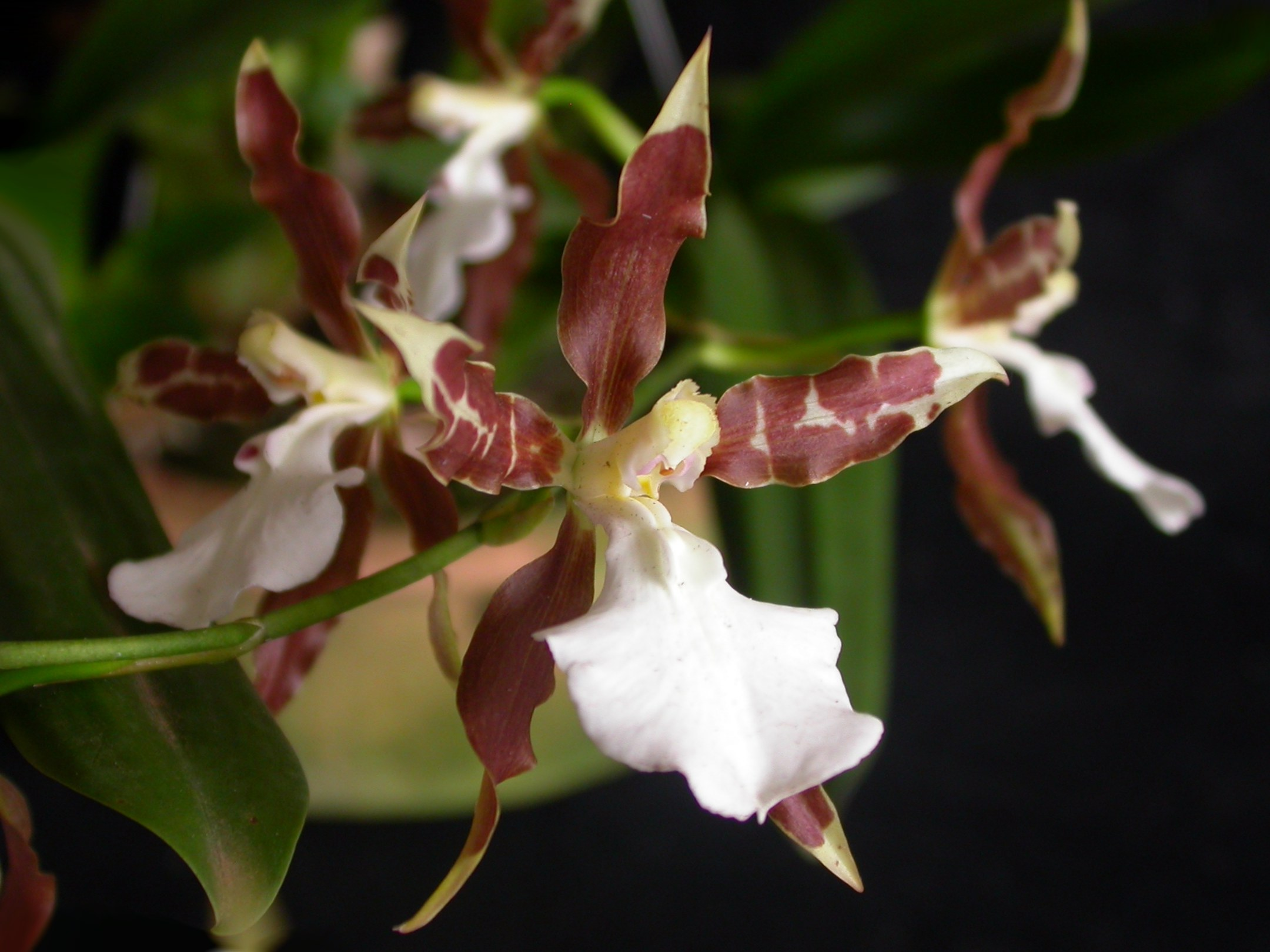
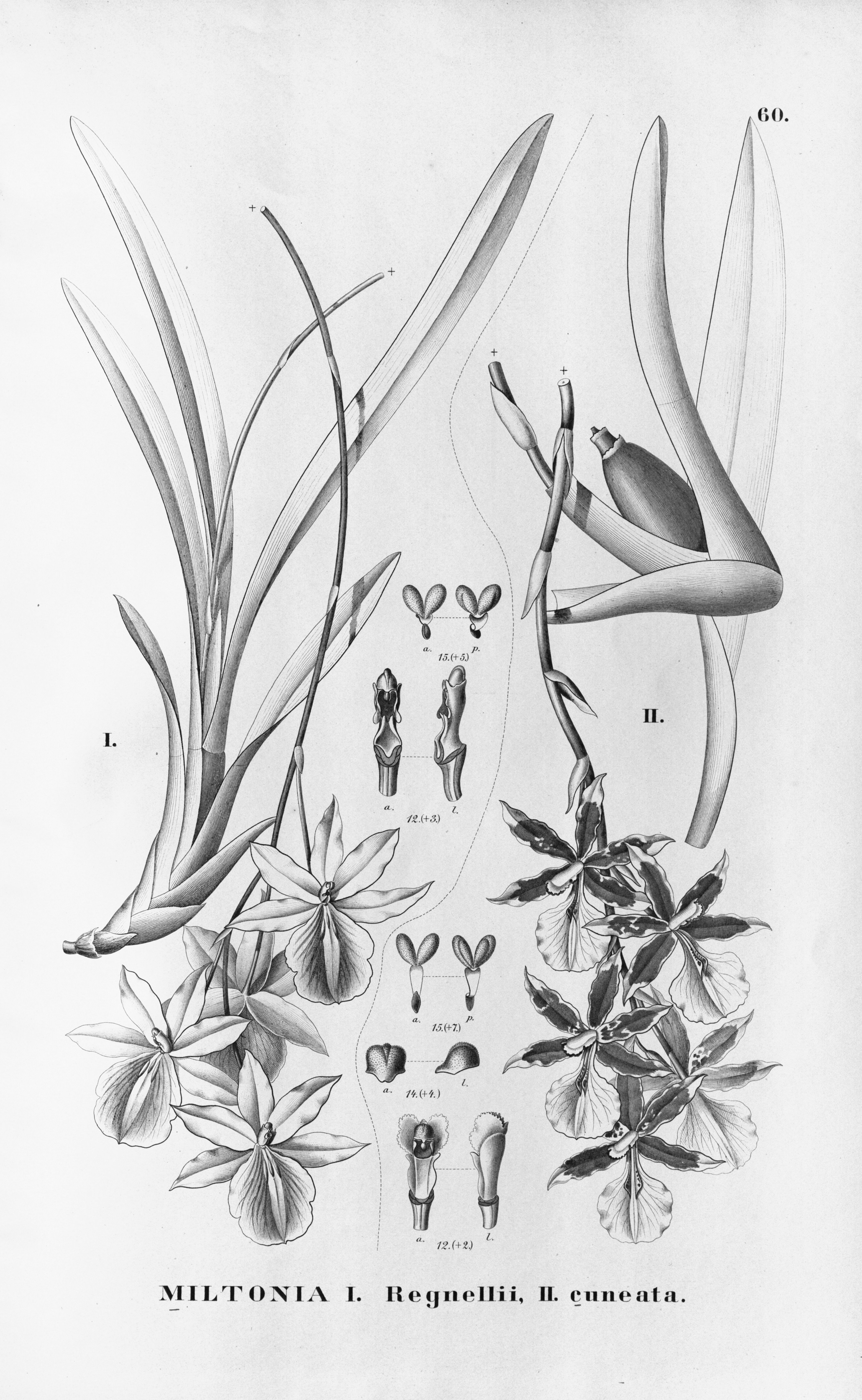